# وتهیمنیل
وتهیمنیل (به فرانسوی: Vathiménil) یک کامین در فرانسه است که در Canton of Gerbéviller واقع شده‌است.

## خصوصیات
وتهیمنیل ۱۲٫۳ کیلومترمربع مساحت و ۲۵۵ نفر جمعیت دارد و ۲۶۲ متر بالاتر از سطح دریا واقع شده‌است.